# Giuseppe Ettore Viganò

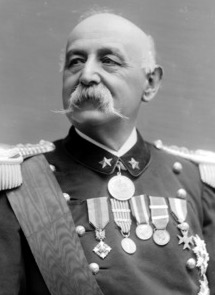
Giuseppe Ettore Viganò

Giuseppe Ettore Viganò (* 27. April 1843 in Tradate; † 8. August 1933 in Florenz) war ein Offizier des Königlichen Heeres und Politiker im Königreich Italien, der unter anderem von 1906 bis zu seinem Tode 1933 Mitglied des Senats sowie als zwischen 1906 und 1907 Kriegsminister war.

## Leben

### Offizier, Kriegseinsätze und Gouverneur der Kolonie Eritrea
Giuseppe Ettore Viganò, Sohn von Francesco Viganò und dessen Ehefrau Rachele Pancera, schloss sich 1860 Giuseppe Garibaldi an und begann danach eine Offiziersausbildung an der Militärakademie in Modena (Accademia Militare di Modena), die er am 26. September 1861 abschloss. In den folgenden Jahren fand er verschiedene Verwendungen im Königlichen Heer (Regio Esercito) als Offizier in der Artillerie sowie Infanterie. Er war Teilnehmer am Dritten Unabhängigkeitskrieg (20. Juni bis 12. August 1866) gegen das Kaisertum Österreich, der mit einem italienischen diplomatischen Sieg und dem österreichischen Verlust von Venetien endete. 1871 war er Absolvent der Kriegsschule (Scuola di guerra dell’esercito). Für seine Verdienste erhielt er am 2. Juni 1881 das Ritterkreuz des Ordens der Krone von Italien (Ordine della Corona d’Italia) sowie am 13. Januar 1884 auch das Ritterkreuz des Ordens der Heiligen Mauritius und Lazarus (Ordine dei SS. Maurizio e Lazzaro). Ferner erhielt er die 1883 gestiftete Gedenkmedaille zur Einheit Italiens (Medaglia commemorativa dell’Unità d'Italia). Er nahm von 1887 bis 1888 am Eritreakrieg, dem sogenannten „Italienisch-Äthiopischer Krieg“ teil, der mit einem italienischen Erfolg endete und zur Annexion von Eritrea. Er war dort zwischen dem 6. November 1887 und dem 23. Mai 1888 Chef des Stabes (Capo di Stato maggiore) des Oberkommandos der Truppen in Afrika und wurde dort am 8. April 1888 zum Oberst (Colonello) befördert. Für seine Verdienste erhielt er am 24. Mai 1888 das Offizierskreuz des Ordens der Heiligen Mauritius und Lazarus sowie am 21. Dezember 1890 auch das Offizierskreuz des Ordens der Krone von Italien.
Am 2. April 1891 wurde Viganò stellvertretender Direktor des Militärgeografischen Instituts (Istituto geografico militare) und bekleidete dieses Amt bis zum 24. Dezember 1893. Zugleich fungierte er zwischen dem 14. Mai 1891 und dem 27. Mai 1894 als Vertreter des Kriegsministeriums beim Obersten Rat für geodätische Arbeiten (Consiglio superiore dei lavori geodetici). Er bekleidete daraufhin zwischen dem 24. Dezember 1893 und dem 2. Oktober 1895 den Posten als stellvertretender Kommandant der Unteroffiziersschule (Scuola dei sottoufficiali) und wurde am 28. Mai 1895 Kommandeur des Ordens der Krone von Italien. Am 22. Dezember 1895 erfolgte seine Beförderung zum Generalmajor (Maggiore generale), woraufhin er am Italienisch-Äthiopischen Krieg (1895–1896) teilnahm, der mit einem äthiopischen Sieg und 1896 mit dem Friedensschluss von Addis Abeba endete. Er erhielt die 1894 gestiftete Gedenkmedaille um die Feldzüge in Afrika (Medaglia commemorativa delle campagne d’Africa) und wurde am 28. August 1896 Vizegouverneur der Kolonie Eritrea. Als solcher war er während der Abwesenheit von Antonio Baldissera zwischen dem 18. April und dem 30. November 1897 Gouverneur der Kolonie Eritrea.

### Direktor des Militärgeografischen Instituts, Kriegsminister und Senator

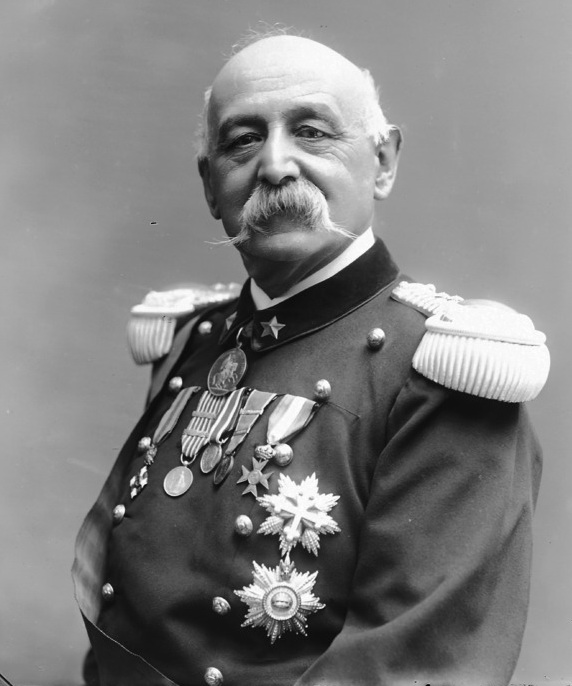
Giuseppe Ettore Viganò (Fotografie von Mario Nunes Vais).

Nach seiner Rückkehr war Ettore Viganò vom 9. Dezember 1897 bis zum 26. Januar 1902 Direktor des Militärgeografischen Instituts IGM sowie zugleich zwischen dem 23. April 1898 und Februar 1902 Mitglied der Italienischen Geodätischen Kommission (Commissione geodetica italiana), deren Präsident Annibale Ferrero war. Für seine Verdienste in diesen Funktionen erhielt er am 16. Januar 1898 das Offizierskreuz des Militärordens von Savoyen (Ordine militare di Savoia) und wurde am 27. Mai 1900 auch Großoffizier des Ordens der Krone von Italien. Am 20. Januar 1901 erfolgte seine Beförderung zum Generalleutnant (Tenente generale) und am 31. Oktober 1903 erhielt er die Mauritianische Medaille für fünfzigjährigen Militärverdienst (Medaglia mauriziana al merito militare di dieci lustri).
Für seine weiteren Verdienste wurde er am 17. Januar 1904 zunächst Kommandeur und wenige Monate später am 30. Juni 1904 auch Großoffizier des Ordens der Heiligen Mauritius und Lazarus. Ferner wurde er 1904 Mitglied der Italienischen Geografischen Gesellschaft SGI (Società Geografica Italiana).
Am 29. Mai 1906 übernahm Generalleutnant Viganò im Kabinett Giolitti III das Amt als Kriegsminister (Ministro della guerra) und bekleidete dieses bis zum 29. Dezember 1907, woraufhin Severino Casana ihn ablöste. Zugleich wurde er am 5. Juni 1906 zum Mitglied des Senats (Senato del Regno) ernannt, dem er vom 19. Juni 1906 bis zu seinem Tode am 8. August 1933 angehörte. Für seine Verdienste als Kriegsminister erhielt er am 10. Januar 1907 das Großkreuz des Ordens der Krone von Italien und bei seinem Ausscheiden aus dem Kabinett am 29. Dezember 1907 auch das Großkreuz des Ordens der Heiligen Mauritius und Lazarus. Nach dem Ende des Ersten Weltkrieges wurde er am 19. Juli 1920 Mitglied der Parlamentarische Untersuchungskommission zu den Kriegsausgaben (Commissione parlamentare d’inchiesta sulle spese di guerra). Er war in erster Ehe mit Carlotta Annunziata Operti sowie in zweiter Ehe mit Ernestina Dal Co verheiratet.